# 점곡초등학교 구암분교
점곡초등학교 구암분교는 경상북도 의성군 점곡면에 있었던 초등학교 분교이다.

## 연혁
- 1947년 4월 5일 점곡국민학교 구암분교 설립 인가
- 1947년 5월 1일 구암분교장 개교
- 1949년 9월 1일 구암국민학교 승격 분리
- 1996년 3월 1일 구암초등학교 개편
- 1996년 3월 1일 점곡초등학교 분교장 격하 편입
- 1999년 3월 1일 폐교 및 점곡초등학교 통폐합